# (32008) Adriángalád
(32008) Adriángalád est un astéroïde de la ceinture principale.

## Description
(32008) Adriángalád est un astéroïde de la ceinture principale. Il fut découvert le 29 avril 2000 à Socorro par le projet LINEAR. Il présente une orbite caractérisée par un demi-grand axe de 2,19 UA, une excentricité de 0,19 et une inclinaison de 6,3° par rapport à l'écliptique.
Il est nommé d'après l'astronome slovaque Adrián Galád.

## Compléments